# Milionia novaebritanniae
Milionia novaebritanniae là một loài bướm đêm trong họ Geometridae.